# Barrage de May
Le barrage de May est un barrage de Turquie. Selon l'image satellite, son réservoir est très largement asséché.

## Sources
- (tr) « May Barajı », sur Agence gouvernementale turque des travaux hydrauliques (DSİ)